# Abdankungshalle (Brugg)

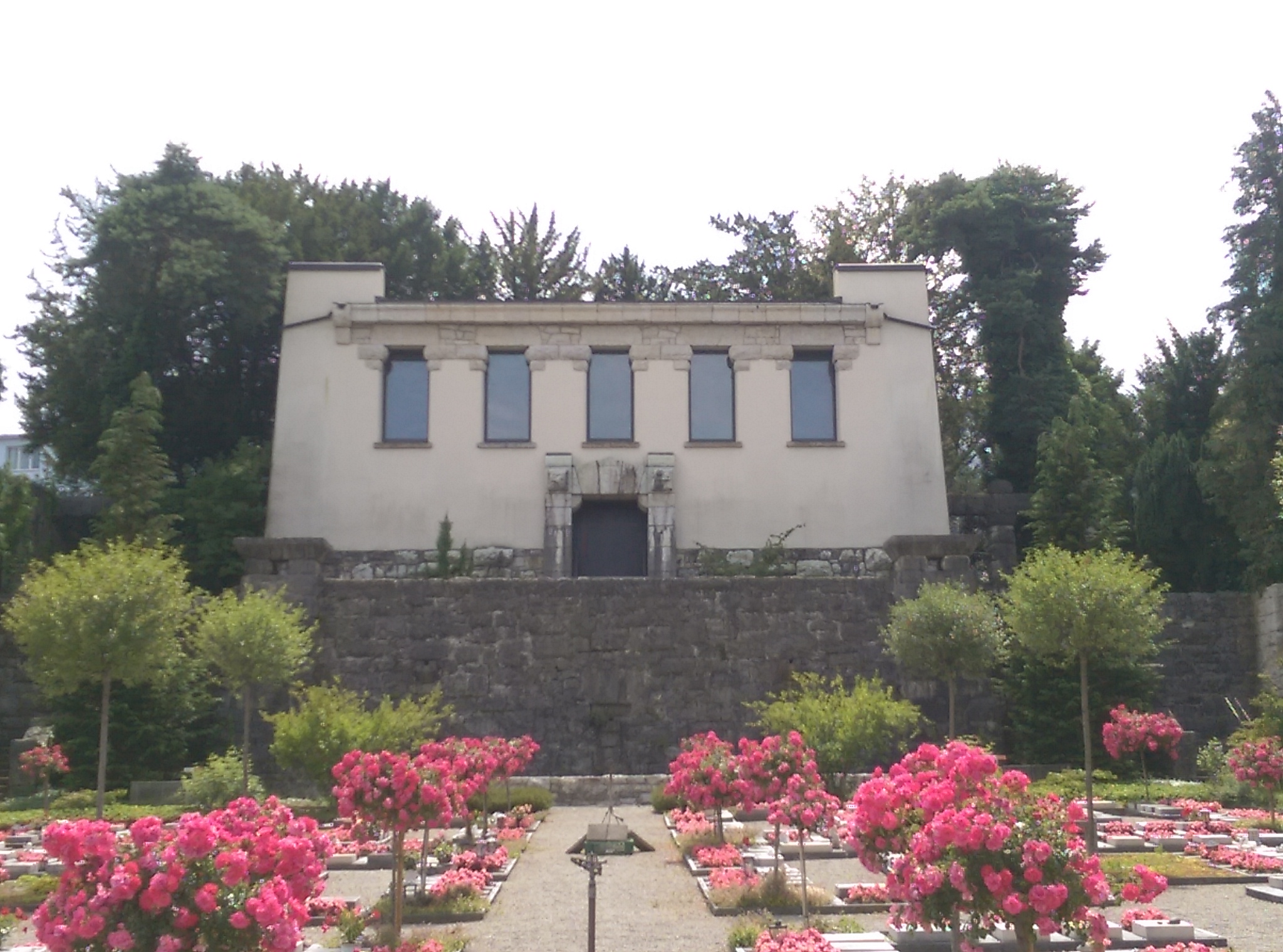
Die Abdankungshalle auf dem Friedhof in Brugg

Die Abdankungshalle ist ein denkmalgeschütztes Bauwerk auf dem Friedhof der Stadt Brugg im Kanton Aargau. Das Jugendstil-Gebäude ist ein Kulturgut von regionaler Bedeutung.

## Lage
Die Friedhofanlage Rosengarten liegt südöstlich der Brugger Altstadt an einem nach Nordosten zur Aare hin abfallenden Hang. Auf dem höchsten Punkt erhebt sich die Abdankungshalle, die wie die gesamte Friedhofanlage im Jahr 1904 nach Plänen des Architekten Albert Froelich errichtet wurde.

## Baumerkmale
Die Abdankungshalle in Brugg ist die erste grössere Bauaufgabe, die Froelich selbständig löste. Das eigenwillige, orientalisierende Bauwerk, das schon beim Entstehen die widersprüchlichsten Urteile zeitigte, gilt als sezessionistischer Auftakt zu Froelichs Friedhofsbauten in anderen Städten. In Brugg beherrscht der wuchtige, über einem halbkreisförmigen Grundriss blockhaft aufragende Baukubus den tiefer liegenden Friedhof. In der ursprünglichen Intention verstärkte die in derbem Bossenmauerwerk aufgeführte, riegelartig vorgelagerte Terrassenmauer diesen Eindruck, der durch Efeubewuchs heute stark abgeschwächt ist. Eine wichtige Rolle spielt die schon auf den Entwürfen vorgesehene Bepflanzung mit Zypressen. Hier bilden sie, die Grundform des Gebäudes widerspiegelnd, eine eindrucksvolle, halbkreisförmige Kulisse. Die Front der Abdankungshalle gliedern fünf hohe Rechteckfenster und ein gedrungenes Portal. Über den Fenstern setzt eine durchlaufende Gesimspartie aus teils bossiertem Jurakalk-Mauerwerk an.

## Entwicklung
Die erste Friedhofserweiterung erfolgte 1932 durch das Gartenbaugeschäft Fritz & Cie., Zürich. Um 1970/75 wurde in der Abdankungshalle eine Empore eingebaut; damals entfernte man wahrscheinlich auch die Fenstervergitterungen.